# Novonikoláyevka (Krasnodar)
Novonikoláyevka (del ruso: Новониколаевка) es un jútor del raión de Ust-Labinsk del krai de Krasnodar de Rusia. Está situado en la orilla izquierda del Kubán, 29 km al nordeste de Ust-Labinsk y 87 km al nordeste de Krasnodar, la capital del krai. Tenía 160 habitantes en 2010
Pertenece al municipio Aleksándrovskoye.